# Джон Осборн (тенор)
Джон Осборн (англ. John Osborn; нар. 16 травня 1972, Су-Сіті, США) — американський оперний співак (тенор). 

## Життєпис
Джон Осборн народився 16 травня 1972 року в Су-Сіті. Закінчив музичну академію в Санта-Барбарі, Південна Каліфорнія. 

## Нагороди
- Конкурс «Опералія»: I премія (1996)[4]